# Амаду Тумани Туре
Амаду Тумани Туре (фр. Amadou Toumani Touré; Мопти, 4. новембар 1948 — Истанбул, 10. новембар 2020) био је малијски политичар, који је био председник државе у два наврата, од 1991. до 1992. године и од 2002. до 2012. године. 2002. године. након државног удара у коме је његов претходник Алфа Умар Конаре предао власт народу, поново се кандидовао за председника и победио на изборима. Други мандат освојио је 2007. године. Био је у бекству након војног удара у марту 2012. године. све до своје смрти 10. новембра 2020. године.